# اوتار (فیلم هندی)
اوتار (به هندی: हिन्दी - به اردو: اوتار) یک فیلم هندی ساختهٔ ۱۹۸۳ با درخشش راجش خانا و شبانه اعظمی است. نام فیلم برگرفته از نام نقش اول آن (راجش خانا) می‌باشد. کارگردانی اوتار با موهان کومار بود. وی ۳ سال پس از این فیلم، فیلم دیگری به نام دل‌های شکسته را باز هم با درخشش راجش خانا به روی پردهٔ سینماها برد. اوتار توانست چند جایزه از جوایز فیلم‌فیر را ببرد.

## بازیگران و صداپیشگان
| نقش            | بازیگر         | دوبلُر            |
| اوتار          | راجش خانا      | منوچهر والی زاده |
| رادا           | شبانه اعظمی    | زهره شکوفنده     |
| سواک           | ساچین          | تورج نصر         |
| رشید           | ای. کی. هانگال | محمدعلی دیباج    |
| لاکشمی نارایان | پینچو کاپور    | حسین عرفانی      |
| چاندار         | گلشن گروور     | علیرضا باشکندی   |
| رامش           | شاشی پوری      | کیکاووس یاکیده   |
| سودا           | پریتی ساپرو    | شهلا ناظریان     |
| رنو            | راجنی شارما    | رزیتا یاراحمدی   |
| باباجان        | سوجیت کومار    | پرویز ربیعی      |
| رام دولاری     | یونس پرویز     | ناصر احمدی       |
| انوار          | رانجان گراوال  | غلامرضا صادقی    |
| زبیدا          | مادو مالینی    | شوکت حجت         |
| جوگل کیشور     | مادان پوری     | سیامک اطلسی      |
| صاحبخانه اوتار | کمالدیپ        | مهدی آرین نژاد   |

## در ایران
اوتار در کنار چند فیلم دیگر از راجش خانا (مانند دل‌های شکسته و گلستان که آنها هم با مضمون گرامی داشتنِ ارجِ پدر و مادر ساخته شده بودند) در ایران پس از انقلاب با اقبال بسیاری رویارو شد و توانست با پخش چندباره از تلویزیون، کمکی بزرگ در بدل شدن راجش خانا به نمادی برای فیلم‌های هندی (در ایران) بکند.